# Tamarugita
La tamarugita és un mineral de la classe dels sulfats. Rep el seu nom de la localitat de Pampa del Tamarugal, a Xile, on va ser descoberta.

## Característiques
La tamarugita és un sulfat de fórmula química NaAl(SO₄)₂·6H₂O. Cristal·litza en el sistema monoclínic. La seva duresa a l'escala de Mohs és 3.
Segons la classificació de Nickel-Strunz, la tamarugita pertany a «07.C - Sulfats (selenats, etc.) sense anions addicionals, amb H₂O, amb cations de mida mitjana i grans» juntament amb els següents minerals: krausita, kalinita, mendozita, lonecreekita, alum-(K), alum-(Na), tschermigita, lanmuchangita, voltaïta, zincovoltaïta, pertlikita, amoniomagnesiovoltaïta, kröhnkita, ferrinatrita, goldichita, löweïta, blödita, niquelblödita, changoïta, zincblödita, leonita, mereiterita, boussingaultita, cianocroïta, mohrita, niquelboussingaultita, picromerita, polihalita, leightonita, amarillita, konyaïta i wattevil·lita.

## Formació i jaciments
Va ser descoberta a finals del segle xix a Cerros Pintados, a la localitat de Pampa del Tamarugal, a la província d'El Tamarugal, a la Regió de Tarapacá, Xile. Ha estat descrita en diversos jaciments arreu del planeta, fins i tot a l'Antàrtida, on va ser trobada l'any 2003 a l'illa de Seymour.